# Hajredin
Hajredin (in bulgaro Хайредин?) è un comune bulgaro situato nella regione di Vraca di 6 220 abitanti (dati 2009). La sede comunale è nella località omonima.

## Località
Il comune è formato dall'insieme delle seguenti località:
- Hajredin (sede comunale)
- Bărzina
- Botevo
- Manastirište
- Mihajlovo
- Rogozen